# 謙比西河

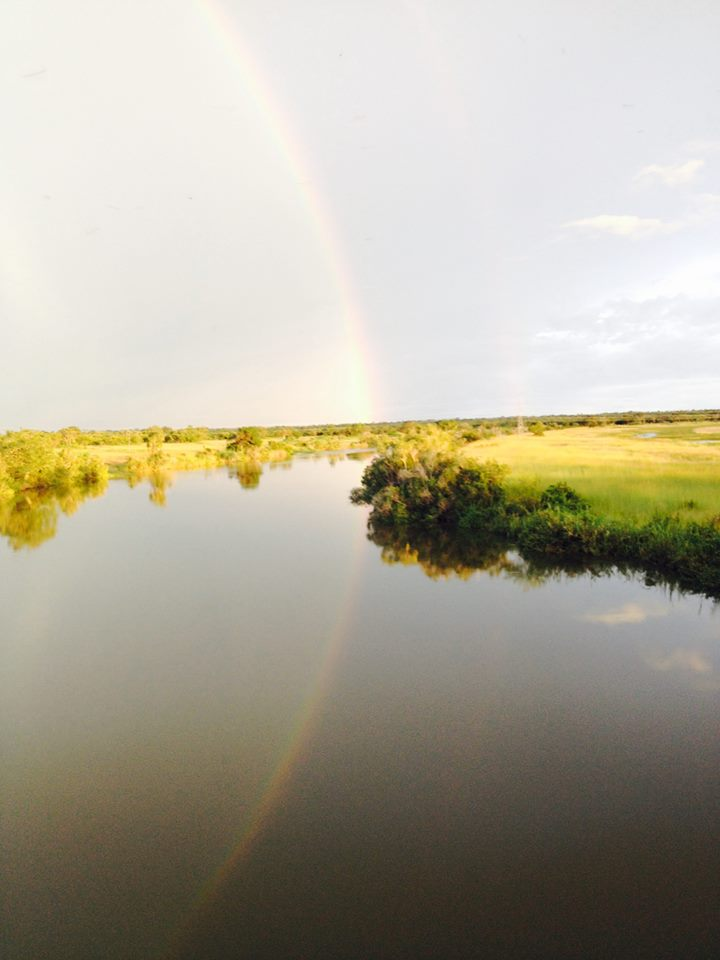

謙比西河是剛果河最遙遠的河源，發源自贊比亞東北部坦噶尼喀湖附近，海拔1,760米，河道全長480公里，注入班韋烏盧湖。在5月雨季結束時，洪水經謙比西河流入班韋烏盧湖，維持班韋烏盧濕地生態系統。謙比西河下游的主要河道闊100米，在洪水氾濫時闊400米。

## 外部連結
- Chambeshi River Floods（页面存档备份，存于） at NASA Earth Observatory